# 杵埼型給糧艦
杵埼型給糧艦（きねさきがたきゅうりょうかん）は、日本海軍の給糧艦。同型艦4隻。

## 計画
給糧艦として冷凍品や生糧品の運搬の他、漁場で直接魚を買い付け、冷凍して艦隊に供給する要望があった。1938年10月商議の支那事変に関連する第3次戦備促進で小型冷凍船（約500トン）2隻の補充が要望され、昭和14年度臨時軍事費で1隻1,574,000円、2隻合計3,147,000円の予算が成立している。小型冷凍船（後の「野埼」）との比較検討のため、1隻は艦型を1,000トン型に拡大した中型冷凍船となった。
中型冷凍船の「公称第4006号」（後の「杵埼」）は昭和14年度（1939年）の雑船費で建造され、1940年雑役船として竣工、直後に「南進」と改名している。糧食搭載量が小型冷凍船の約2倍あり、こちらが適当とされ、1940年に決定した「急追せる世界情勢に即応する戦備促進要領」（後にマル臨計画の一部となる）で3隻が追加された。昭和16年度臨時軍事費（1941年）での予算は1隻2,110,000円、3隻合計6,330,000円だった。

## 艦型
多種類の糧食を積む「間宮」「伊良湖」とは異なり、冷凍糧食や生鮮品に特化した艦としたので冷凍庫を持つ遠洋漁船タイプの艦型となった。
船体は逓信省の鋼船構造規定に準拠し、船首楼と船橋楼を持つ1層甲板型である。船艙は艦橋前にあり、内部を仕切って獣肉庫、卵果物庫、魚肉庫、野菜庫、氷庫などを設けた。これら冷凍庫の容積は477立方メートルだった。艙口は小型の2個があり、前部マストに1トンデリック4本（「杵埼」はデリック2本）を設け、急速補給に対応した。艦橋直下の冷却機室に力量5,000キロ・カロリー/時の炭酸ガス式電動冷却機2台を設置、それより後方には士官室や兵員室、機械室などがあって船艙は無く、後部マストにデリックも無かった。
兵装は前部の砲台に8cm高角砲を設置、13mm連装機銃は後部構造物上に設置した。大戦中に13mm連装機銃は25mm連装機銃に換装、艦橋上に13mm単装機銃2挺を追加したらしい。

## 運用
「南進」は1942年に雑役船から特務艦に変更となり「杵埼」と改名され、残り3艦は1942年から1943年に特務艦として竣工した。
大戦中はもっぱら基地と艦隊間の輸送に従事した。大戦中に「杵埼」が戦没、残った3隻は戦後に復員輸送に従事し、その後連合国側に引き渡された。アメリカに引き渡された「荒埼」は日本に返還された。
なお、1942年の改⑤計画で杵埼型7隻の追加建造が計画され、予算も成立したが、全て建造取り止めとなった。仮称艦名は第5401号艦から第5407号艦で、片桐大自によると予定艦名はそれぞれ「清埼（きよさき）」「大埼（おおさき）」「部埼（へさき）」「樫埼（かしざき）」「呉埼（くれさき）」「三埼（みさき）」「藤埼（ふじさき）」だった。

## 同型艦
- 杵埼（きねさき）

1940年9月30日、日立桜島で雑役船「公称第4006号」として竣工。10月25日「南進」に改名。1942年4月1日特務艦（運送艦）に類別し「杵埼」と改名。トラックやマーシャル・ギルバート方面への補給に従事。1944年ころよりサイパン方面への船団護衛、ついで南西諸島方面への船団護衛や補給に従事する。1945年3月1日にカタ604船団を護衛中、奄美大島付近で空襲により戦没。
- 早埼（はやさき）

1942年8月31日、日立桜島で竣工。連合艦隊付属に編入されラバウル方面の、1944年以降は中部太平洋からスラバヤ方面での糧食補給に従事。シンガポールで終戦を迎える。戦後は復員輸送艦を務めた後、賠償艦となる。1947年7月、基準艦となりナホトカを往復。同年10月3日にナホトカでソ連に引き渡し。
- 白埼（しらさき）

1943年1月30日、日立桜島で竣工。連合艦隊付属に編入され千島方面の補給任務に従事。大湊で終戦。復員輸送艦の後、1947年7月に編隊基地艦となる。上海や青島を3往復。1947年10月3日に青島で中国に引き渡し、「武陵」と改名された。1970年5月1日除籍。
- 荒埼（あらさき）

1943年5月29日、日立桜島で竣工。連合艦隊付属に編入されラバウル方面で糧食輸送。1944年以降はシンガポール、スラバヤ方面で糧食輸送。1945年2月1日スラバヤ西方で触雷により損傷。シンガポールで終戦。復員輸送艦の後、賠償艦引き渡しの編隊基地艦となる。その後アメリカへ引き渡されたが日本に返還されて1948年4月に水産大学校練習船「海鷹丸」となった。1956年民間に売却され「高知丸」のちに「なにわ丸」と改称する。1967年フィリピンに売却された。